# Liste der Stolpersteine in Berlin-Weißensee
Die Liste der Stolpersteine in Berlin-Weißensee enthält die Stolpersteine im Berliner Ortsteil Weißensee im Bezirk Pankow, die an das Schicksal der Menschen erinnern, die im Nationalsozialismus ermordet, deportiert, vertrieben oder in den Suizid getrieben wurden. Die Spalten der Tabelle sind selbsterklärend. Die Tabelle erfasst insgesamt 57 Stolpersteine und ist teilweise sortierbar; die Grundsortierung erfolgt alphabetisch nach dem Familiennamen.

## Liste
| Bild | Person                                      | Adresse und Koordinate ()                      | Adresse und Koordinate ()      | Verlegedatum  | Information |
| ---- | ------------------------------------------- | ---------------------------------------------- | ------------------------------ | ------------- | --- |
|      | Betty Abraham (1911–1943)                   | Bizetstraße 107                                | 52.54941 13.46067              | 2. Juni 2021  | Betty Abraham geb. David wurde am 14. Februar 1888 in Filehne/Posen geboren. Am 18. Mai 1917 heiratete sie den Metzger Albert Abraham und sie lebten in der Wilhelm-Stolze-Straße im Bezirk Friedrichshain. Am 7. März 1939 verstarb ihr Ehemann, schwer erkrankt, im Jüdischen Krankenhaus Iranische Straße. Betty Abraham zog zur Familie ihrer Tochter Susi Löwenthal in die Sedanstraße 80. Sie musste als Saalarbeiterin bei Dr. Georg Seibt in Schöneberg Zwangsarbeit leisten. Betty Abraham wurde am 19. Januar 1942 nach Riga deportiert und dort ermordet. |
|      | Hans Hugo Asch                              | Smetanastraße 16                               | 52.548512 13.459064            | 27. Juni 2014 | Geboren am 12. Februar 1883 in Groß Konarschin, Deportation am 12. März 1943 nach Auschwitz, ermordet in Auschwitz. |
|      | Selma Asch                                  | Smetanastraße 16                               | 52.548512 13.459064            | 27. Juni 2014 | Geboren als Selma Glaser am 8. Mai 1883 in Militsch, Deportation am 12. März 1943 nach Auschwitz, ermordet in Auschwitz. |
|      | Johanna Berg                                | Parkstraße 22                                  | 52.553228 13.456876            | 9. Aug. 2014  | Johanna Pupkin kam am 19. Oktober 1881 in Berlin-Spandau als ältestes Kind des Zigarrenfabrikanten Oskar Pupkin und seiner Frau Nanny geborene Cosel zur Welt. Zwei Brüder starben als Kleinkinder, zwei Brüder wuchsen mit ihr auf: Richard (15. Januar 1885) und Nosen Nathan (15. Januar 1886). Johanna war taubstumm, erlernte die Gebärdensprache und wurde Putzmacherin. 1911 heiratete sie den ebenfalls taubstummen Schriftsetzer Leopold Leib Berg, der in Breslau lebte. Dort wurden ihre Kinder geboren: 1912 Ortrud Alice und 1918 Heinz. 1939 lebte Leopold Berg noch in Breslau. Johanna Berg zog zu einem unbekannten Zeitpunkt nach Berlin-Weißensee, Parkstraße 22, in das Jüdische Taubstummenheim, sie soll dort Lehrerin gewesen sein. Ihre Kinder konnten entkommen: Heinz nach Großbritannien und Ortrud Alice nach Palästina. Johanna Berg wurde am 26. September 1942 aus der Parkstraße 22 nach Raasiku deportiert und dort sofort ermordet. |
|      | Leo Berger (1883–1943)                      | Langhansstraße 49                              | 52.552658829524 13.43802240245 | 18. Juni 2022 | Leo Berger (geb. 22. November 1883 in Zempelburg (heute Sępólno Krajeńskie); gest. am oder nach 1. März 1943 im KZ Auschwitz) war Kaufmann und lebte mit seiner Ehefrau Sara Berger geb. Casper (geb. 27. Oktober 1885 in Siemoń) und dem gemeinsamen drei Töchtern und zwei Söhnen im Haus Langhansstraße 49 im Vorderhaus, 3. Etage, rechts. Das Paar hatte am 18. Mai 1908 in Tannhagen (heute Cichoradz) geheiratet. Sara Berger starb am 11. August 1939 an Krebs im Jüdischen Krankenhaus in Berlin. Sie wurde am 15. August 1939 auf dem Jüdischen Friedhof Weißensee beigesetzt. Leo Berger heiratete bald darauf Lina Rowelski. Er wurde am 1. März 1943 mit dem 31. Osttransport von Berlin in das KZ Auschwitz deportiert und dort ermordet. |
|      | Lina Berger (1897–1943)                     | Langhansstraße 49                              | 52.552658829524 13.43802240245 | 18. Juni 2022 | Lina Berger, geb. Rowelski (geb. 6. Januar 1897 in Gołdap; gest. am oder nach 3. März 1943 im KZ Auschwitz) hatte nach 1939 den Kaufmann Leo Berger geheiratet. Sie lebte mit ihm und dessen fünf Kindern aus erster Ehe in der Langhansstraße 49, 3. Etage rechts. |
|      | Margot Berger (1915–1942)                   | Langhansstraße 49                              | 52.552658829524 13.43802240245 | 18. Juni 2022 | Margot Berger, geb. Hirsch |
|      | Paul Berger (1912–1944)                     | Langhansstraße 49                              | 52.552658829524 13.43802240245 | 18. Juni 2022 | Paul Berger |
|      | Erich Blumenthal (1883–1942)                | Berliner Allee 83 früher Berliner Allee 230    | 52.5496222 13.4561543          | 25. Apr. 2014 | Dr. Erich Blumenthal, geboren am 23. Dezember 1883 in Berlin, Sohn von Sara Selma Bruenn und Adolf Blumenthal; verheiratet mit Johanna Oppenheim (geboren am 1. November 1888 in Berlin), gemeinsame Tochter Gerda; von Beruf Zahnarzt; nach dem Selbstmord seiner Frau, heiratete er wahrscheinlich ihre verwitwete Schwester Helene; Deportation am 29. November 1942 mit dem 23. Osttransport von Berlin in das Vernichtungslager Auschwitz. Bekannt durch die Angaben in der zentralen Datenbank von Yad Vashem ist, dass die Tochter Gerda Blumenthal den Holocaust überlebt hatte. |
|      | Helene Blumenthal (1888–1942)               | Berliner Allee 83 früher Berliner Allee 230    | 52.5496222 13.4561543          | 25. Apr. 2014 | Helene Oppenheim, geboren am 23. Juni 1888 in Berlin, Tochter von Bertha Cohen und Feliz Oppenheim, Schwester von Johanna; verwitwete oder geschiedene Meyer, erneute Ehe mit dem Zahnarzt Erich Blumenthal, der zuvor mit ihrer Schwester Johanna verheiratet war, sie nahm sich am 26. September 1939 das Leben; Deportation am 29. November 1942 mit dem 23. Osttransport von Berlin in das Vernichtungslager Auschwitz |
|      | Gertrud Hirsch (1886–1942)                  | Langhansstraße 49                              | 52.552658829524 13.43802240245 | 18. Juni 2022 | Gertrud Hirsch, geb. Caspar |
|      | Hans Hirsch (1928–1942)                     | Langhansstraße 49                              | 52.552658829524 13.43802240245 | 18. Juni 2022 | Hans Hirsch |
|      | Julius Hirsch (1880–1942)                   | Langhansstraße 49                              | 52.552658829524 13.43802240245 | 18. Juni 2022 | Julius Hirsch |
|      | Martin Hirsch (1912–1975)                   | Langhansstraße 49                              | 52.552658829524 13.43802240245 | 18. Juni 2022 | Martin Hirsch |
|      | Josef Höhn (Widerstandskämpfer) (1902–1944) | Börnestraße 18                                 | 52.5490252 13.4479998          | 27. März 2022 | In der Börnestraße 18 wohnte der Widerstandskämpfer Josef Höhn, geb. am 27. März 1902, der 1944 vom Volksgerichtshof wegen „Vorbereitung zum Hochverrat“ zum Tod verurteilt und am 29. Januar 1944 im Zuchthaus Brandenburg Görden hingerichtet wurde. Er gehörte gemeinsam mit gleichgesinnten Kolleginnen und Kollegen einer illegalen Betriebszelle an mit dem Ziel, die „Kriegsproduktion so empfindlich wie möglich zu stören und die Arbeiter aus dem Stumpfsinn, mit dem sie den Krieg ertrugen, wachzurütteln“. Sie hörten verbotene Sender ab, unterstützten Zwangsarbeiterinnen und -arbeiter und führten politische Schulungen durch. |
|      | Gerda Hohberg                               | Bizetstraße 107                                |                                | 16. Feb. 2023 | |
|      | Heinrich Hohberg                            | Bizetstraße 107                                |                                | 16. Feb. 2023 | |
|      | Kurt Hohberg                                | Bizetstraße 107                                |                                | 16. Feb. 2023 | |
|      | Lina Hohberg                                | Bizetstraße 107                                |                                | 16. Feb. 2023 | |
|      | Alfons Ilgner (1888–1943)                   | Woelckpromenade 7                              | 52.552995 13.453935            | 9. Juni 2009  | Alfons Friedrich Ilgner, geboren am 27. August 1888 in Posen; 1936 nach Holland emigriert; in Amsterdam um 1940 Besitzer eines Cafés an der Rijnstraat 71/73; nach dem Einmarsch der deutschen Wehrmacht im Durchgangslager Westerbork interniert; am 6. Juli 1943 von Westerbork ins Vernichtungslager Sobibor deportiert und dort ermordet. |
|      | Ellen Ilgner (1919–1943)                    | Woelckpromenade 7                              | 52.552996 13.453936            | 9. Juni 2009  | Ellen Ilgner, Tochter von Alfons und Malvine Ilgner, geboren am 21. Dezember 1919 in Berlin; 1936 nach Holland emigriert; nach dem Einmarsch der deutschen Wehrmacht im Durchgangslager Westerbork interniert; am 25. Mai 1943 von Westerbork ins Vernichtungslager Sobibor deportiert und dort ermordet. |
|      | Malvine Ilgner (1895–1943)                  | Woelckpromenade 7                              | 52.552997 13.453937            | 9. Juni 2009  | Malvine Leiser (auch: Malwine), geboren am 24. Juni 1895 in Gastijn; verheiratet mit Alfons Ilgner; 1936 nach Holland emigriert; nach dem Einmarsch der deutschen Wehrmacht im Durchgangslager Westerbork interniert; am 7. Juli 1943 von Westerbork ins Vernichtungslager Sobibor deportiert und dort ermordet. |
|      | Ida Isaac (1897–1943)                       | Berliner Allee 51                              | 52.54894 13.45312              | 2. Juni 2021  | Ida Isaac geb. Plotke wurde am 15. August 1897 in Berlin geboren. Sie erlernte den Beruf der Putzmacherin. Am 9. Juli 1925 heiratete sie Adolf Isaac in Charlottenburg. Beide lebten in der Wielandstraße 31. Im Jahr 1933 zogen sie nach Weißensee in die Berliner Allee 241 (jetzt Nr. 51). 1936 eröffnete Ida Isaac gegenüber in der Berliner Allee 23 (jetzt Nr. 50) ein kleines Geschäft für Damenhüte. Nach der Reichspogromnacht am 9. November 1938 veränderte sich die Lage für jüdische Menschen in Deutschland dramatisch. Auch die Gewerbeausübung auf Märkten und Messen wurde untersagt. Verboten war auch der selbständige Betrieb eines Handwerks. Juden durften nicht mehr „Betriebsführer“ sein. Damit entzog man ihnen ihre Existenzgrundlage. Im Februar 1939 emigrierten Adolf und Ida Isaac nach Belgien. Vermutlich wurde Ida denunziert. Sie wurde am 19. April 1943 vom Sammellager in Mechelen mit dem 20. Zug nach Auschwitz deportiert und dort ermordet. |
|      | Adolf Isaac (1883–1942)                     | Berliner Allee 51                              | 52.54894 13.45312              | 2. Juni 2021  | Adolf Isaac wurde am 5. April 1883 in Beuthen/Oberschlesien geboren und war von Beruf Kaufmann. Am 9. Juli 1925 heiratete er Ida Plotke und zog 1933 mit ihr nach Weißensee. Im Februar 1939 emigrierte er mit seiner Frau nach Belgien. Adolf wurde dann als erster von beiden verhaftet und in das Internierungslager Saint Cyprien deportiert. Von Drancy, einem Zwischenlager, wurde er am 28. Februar 1942 nach Auschwitz deportiert und dort ermordet. |
|      | Bernhard Jastrow (1883–1942)                | Bizetstraße 32                                 | 52.5473239 13.4520052          | 27. März 2022 | In der Bizetstraße 32 wohnte der Konditor und spätere Zigarrenfabrikant Bernhard Jastrow, geb. am 16. Mai 1876. Nach 1933 war er seines jüdischen Glaubens wegen von zunehmender Entrechtung und Ausgrenzung, Diskriminierung und Drangsalierungen betroffen. In der Bizetstraße 32 lebte er ab 1942 in einem Lagerkeller, musste Zwangsarbeit leisten und wurde am 19. April 1943 nach Auschwitz deportiert, wo er ermordet wurde. |
|      | Martha Less (1884–?)                        | Charlottenburger Straße 141 (Ecke Tassostraße) | 52.549999 13.45308             | 11. Nov. 2013 | Martha Struck, geboren am 1. Mai 1884 in Breslau; verheiratet mit dem Kaufmann Leo Less; ihr Mann betrieb bis Ende der 1930er Jahre ein Herrenbekleidungsgeschäft in der Berliner Allee 234; die Familie wohnte in der Albertinenstraße 18, später in der Charlottenburger Straße 141 (das Haus hatte Leo Less um 1934 erworben); Martha Less lebte zuletzt im Dauerheim der Israelitischen Taubstummenanstalt für Deutschland in der Parkstraße 22 und wurde von dort am 14. September 1942 mit dem 2. großen Alterstransport (I/65) ins Ghetto Theresienstadt deportiert; von dort wurde sie am 23. Oktober 1944 mit dem Transport Et nach Auschwitz deportiert und dort ermordet. Anneliese Less, die Tochter des Ehepaars, heiratete den Rabbiner Werner van der Zyl (1902–1984); die Familie van der Zyl konnte 1939 nach England ausreisen. |
|      | Edith Link (1910–1943)                      | Bizetstraße 122                                | 52.54965 13.46316              | 2. Juni 2021  | Edith wurde am 29. November 1910 in Berlin als Tochter von Selma und Alfred Pinkus geboren. Am 18. August 1936 heiratete sie Siegfried Link und sie zogen dann nach Weißensee in die Wohnung ihrer Eltern in der Sedanstraße 52 (jetzt Bizetstraße 122). Nach Verschärfung der Rassengesetze mussten sie diese verlassen und zogen in das Verwaltungsgebäude des jüdischen Friedhofes in die Lothringenstraße 22 (jetzt Herbert-Baum-Straße). Ediths Vater Alfred Pinkus war Friedhofsbeamter in der Jüdischen Gemeinde. Am 4. Juli 1941 wurde dort ihre gemeinsame Tochter Gittel geboren. Alle Bewohner des Verwaltungsgebäudes in der Lothringenstraße 22 wurden mit dem 36. Osttransport am 12. März 1943 nach Auschwitz deportiert. Edith, ihre Tochter Gittel und ihre Eltern wurden dort ermordet. |
|      | Gittel Link (1941–1943)                     | Bizetstraße 122                                | 52.54965 13.46316              | 2. Juni 2021  | Gittel Link wurde am 4. Juli 1941 als Tochter von Edith und Siegfried Link geboren. Sie wurde zusammen mit ihrer Familie mit dem 36. Osttransport am 12. März 1943 nach Auschwitz deportiert und dort ermordet. Sie wurde keine 2 Jahre alt. An das SS-Wirtschafts- und Verwaltungshauptamt in Berlin wurde gemeldet: „K. L. Auschwitz meldet Judentransport aus Berlin. Eingang am 13.3.43. Gesamtstärke 964 Juden. Zum Arbeitseinsatz kamen 218 Männer und 147 Frauen […]. Gesondert wurden 126 Männer u. 473 Frauen u. Kinder untergebracht.“ |
|      | Siegfried Link (1906– )                     | Bizetstraße 122                                | 52.54965 13.46316              | 2. Juni 2021  | Siegfried Link wurde am 30. November 1906 in Berlin geboren und er heiratete am 18. August 1936 Edith Pinkus. Er zog dann zu seiner Ehefrau nach Weißensee. Dort lebten sie mit Ediths Eltern Selma und Alfred Pinkus in der Sedanstraße 52, jetzt Bizetstraße 122. Nach den Verschärfung der Rassengesetze ab 1939 zogen sie in das Verwaltungsgebäude des Jüdischen Friedhofs in die Lothringenstraße 22 (jetzt Herbert-Baum-Straße). Alle Bewohner des Verwaltungsgebäudes wurden mit dem 36. Osttransport am 12. März 1943 nach Auschwitz deportiert. Nur der 37-jährige Siegfried Link wurde auf der berüchtigten Rampe von Auschwitz als arbeitstauglich selektiert und nicht gleich in die Gaskammern geschickt und ermordet. Er überlebte mehrere Konzentrationslager und wurde am 15. April 1945 von der britischen Armee im Konzentrationslager Bergen-Belsen befreit. |
|      | Arthur Löwenhaupt (1924–?)                  | Prenzlauer Promenade 4                         | 52.552766 13.430332            | 18. Nov. 2008 | Arthur Löwenhaupt, Sohn von Hugo und Minna Löwenhaupt, geboren am 13. Juni 1924 in Berlin-Weißensee; am 1. März 1943 mit dem 31. Osttransport nach Auschwitz deportiert und dort ermordet. |
|      | Minna Löwenhaupt (1878–?)                   | Prenzlauer Promenade 4                         | 52.552767 13.430333            | 18. Nov. 2008 | Minna Cohn, geboren am 30. Dezember 1878 in Lindenwerder (Lipia Góra), Kreis Kolmar i. Posen; heiratete den Handelsvertreter Hugo Löwenhaupt; am 3. März 1943 mit dem 33. Osttransport nach Auschwitz deportiert und dort ermordet. |
|      | Siegbert Löwenhaupt (1920–1942)             | Prenzlauer Promenade 4                         | 52.552768 13.430334            | 18. Nov. 2008 | |
|      | Susi Löwenthal (1917–1943)                  | Bizetstraße 107                                | 52.54941 13.46067              | 2. Juni 2021  | Susi Löwenthal geb. Abraham wurde am 7. Juni 1917 in Berlin geboren. Sie war verheiratet mit Erwin Löwenthal. Am 25. Dezember 1939 erblickte ihr Sohn Denny das Licht der Welt. Seit 1940 lebte die junge Familie in der Sedanstraße 80 (jetzt Bizetstraße 107) im Vorderhaus in der zweiten Etage. Dort bewohnten sie drei Zimmer, ein Zimmer mussten sie allerdings an Alfons Israel Rosenfeld untervermieten. Susi musste als Hilfsarbeiterin Zwangsarbeit bei der Firma Scherb & Schwer in Weißensee leisten. Sie wurde mit dem 31. Transport am 1. März 1943 nach Auschwitz deportiert und dort ermordet. |
|      | Erwin Löwenthal (1911–1943)                 | Bizetstraße 107                                | 52.54941 13.46067              | 2. Juni 2021  | Erwin Löwenthal wurde am 2. Januar 1911 in Berlin geboren. Er erlernte den Beruf eines Elektromonteurs. Seit 1940 lebte er mit seiner jungen Familie in der Sedanstraße 80 (jetzt Bizetstraße 107) im Vorderhaus in der zweiten Etage. Er musste Zwangsarbeit bei der Firma Barth GmbH in Hohenschönhausen leisten. Erwin Löwenthal wurde am 3. März 1943 mit dem 33. Transport nach Auschwitz deportiert und dort ermordet. |
|      | Denny Löwenthal (1939–1943)                 | Bizetstraße 107                                | 52.54941 13.46067              | 2. Juni 2021  | Denny wurde am 25. Dezember 1939 geboren und wohnte mit seinen Eltern Susi und Erwin Löwenthal in Berlin-Weißensee in der Sedanstraße 80 (jetzt Bizetstraße 107). Nach der Deportation seiner Eltern wurde der dreieinhalbjährige Denny Löwenthal vom Sammellager Große Hamburger Straße 26 mit mindestens drei weiteren Kindern alleine nach Auschwitz deportiert und dort ermordet. |
|      | Berthold Manzke (1874–1938)                 | Meyerbeerstraße 31                             | 52.546947 13.454022            | 4. Aug. 2011  | Berthold Manzke, geboren am 28. Oktober 1874 in Eventin (polnisch Iwięcino), von Beruf Metallarbeiter; organisierte sich nach 1933 in einer illegalen Ortsgruppe der KPD, Festnahme am 7. Februar 1936, Untersuchungshaft in Moabit, am 15. April 1937 Verurteilung wegen Vorbereitung zum Hochverrat zu dreieinhalb Jahren Haft, starb am 24. Januar 1938 im Zuchthaus Waldheim an den Folgen von Misshandlungen. An ebendieser Stelle erinnerte bereits vor 1989 eine Gedenktafel an Manzke, die im Lauf der 1990er Jahre entfernt wurde und sich heute im örtlichen Heimatmuseum befindet. Eine im April 1997 angebrachte Ersatztafel war bald darauf verschwunden. |
|      | Alfred Pinkus (1879–1943)                   | Bizetstraße 122                                | 52.54965 13.46316              | 2. Juni 2021  | Alfred Pinkus, geb. am 31. Januar 1879 in Prenzlau, heiratete Selma Gabriel am 31. März 1910 in Weißensee. Am 29. November 1910 kam dann in der Sedanstraße 52 die gemeinsame Tochter Edith zur Welt. Alfred war Friedhofsbeamter in der Jüdischen Gemeinde und nach dem Entzug praktisch aller Rechte für jüdische Bürger ab 1939 zog er mit seiner Frau und der Familie seiner Tochter in das Verwaltungsgebäude des Jüdischen Friedhofs Weißensee (heute Herbert-Baum-Straße). Er wurde mit allen Bewohnern des Verwaltungsgebäudes in der Lothringenstraße 22 mit dem 36. Osttransport am 12. März 1943 nach Auschwitz deportiert und dort ermordet. |
|      | Selma Pinkus (1878–1943)                    | Bizetstraße 122                                | 52.54965 13.46316              | 2. Juni 2021  | Selma Pinkus, geb. Gabriel, geboren am 3. November 1878 in Bremen heiratete 1910 Alfred Pinkus. In ihrer Wohnung in Berlin-Weißensee kam am 29. November 1910 ihre Tochter Edith zur Welt. Nach den verschärften Rassegesetzen 1939 zog sie mit ihrem Mann und der Familie der Tochter in das Verwaltungsgebäude des Jüdischen Friedhofs Weißensee. Sie wurde zusammen mit den anderen Bewohnern des Verwaltungsgebäudes mit dem 36. Osttransport am 12. März 1943 nach Auschwitz deportiert und dort ermordet. |
|      | Otto Reiche (1894–1944)                     | Behaimstraße 20 früher Wilhelmstraße 8         | 52.54963 13.446073             | 8. Okt. 2011  | Otto Wilhelm Hermann Reiche, geboren am 18. Dezember 1894 in Berlin; von Beruf Handlungsgehilfe, verweigerte als Zeuge Jehovas den Wehrdienst, erste Verurteilung 1937, laut Stolperstein 1944 festgenommen und im Wehrmachtgefängnis Torgau inhaftiert; am 29. April 1944 vom Reichskriegsgericht in Torgau zum Tode verurteilt und am 19. Mai 1944 im Zuchthaus Halle/Saale durch das Fallbeil hingerichtet. |
|      | Max Seidemann                               | Paul-Oestreich-Straße 4                        |                                | 15. Nov. 2016 | |
|      | Edith Silberberg (1927–1944)                | Pistoriusstraße 141                            | 52.5508031 13.4561273          | 2. Juni 2021  | |
|      | Ingeborg Silberberg (1930–1944)             | Pistoriusstraße 141                            | 52.5508031 13.4561273          | 2. Juni 2021  | |
|      | Max Silberberg (1895–1944)                  | Pistoriusstraße 141                            | 52.5508031 13.4561273          | 2. Juni 2021  | |
|      | Paula Silberberg (1901–1944)                | Pistoriusstraße 141                            | 52.5508031 13.4561273          | 2. Juni 2021  | |
|      | Julius Simon (1878–1938)                    | Puccinistraße 29                               |                                | 23. Juni 2024 | Julius Simon (geb. 28. Februar 1876 in Rehden, Landkreis Graudenz, Westpreußen heute Radzyń Chełmiński, Polen; gest. 24. Juni 1938 im KZ Buchenwald), Steinbildhauer, Steinsetzmeister und Steinmetzmeister, heiratete am 25. Februar 1927 in Berlin Ruth Marie Gebauer, geborene Maria Berta Orkun, geschiedene Maria Berta Gebauer. Das Paar wohnte laut Eheurkunde in der Schreinerstraße 44. Späterer Wohnsitz war Belforter Straße 2 in Berlin-Weißensee (heute Puccinistraße 29), gegenüber der Werkstatt von Julius Simon in der Lothringenstraße 24 (heute Herbert-Baum-Straße). Julius Simon wurde am 14. Juni 1938 im Rahmen der Aktion „Arbeitsscheu Reich“ verhaftet. Bei dieser Verhaftungswelle wurden insbesondere Männer jüdischen Glaubens in Konzentrationslager verschleppt, die eine Vorstrafe von mehr als vier Wochen zu verzeichnen hatten. Julius Simon starb nur zehn Tage später am 24. Juni 1938 im KZ Buchenwald. Die vorgebliche Todesursache war ein Lungenödem. |
|      | Ruth Marie Simon (1897–1941)                | Puccinistraße 29                               |                                | 23. Juni 2024 | Ruth Marie Simon, geborene Marie Berta Okun, geschiedene Marie Berta Gebauer (geb. 31. Dezember 1897 in Harkerode; gest. 1. Januar 1941 in Berlin-Weißensee), Arbeiterin, Tochter von Maria Okun, geb. Rote oder Rohde und Johann Okun, Arbeiter, heiratete am 1. Juli 1919 in Berlin den Arbeiter Johann Sigismund Waldemar Gebauer (1897–1948). Die Ehe wurde am 28. Mai 1925 geschieden. Am 25. Februar 1927 heiratete Marie Berta Gebauer, geb. Okun in Berlin den Steinmetzmeister Julius Simon. Das Paar wohnte in der Schreinerstraße 44. Die nicht praktizierende Jüdin vergiftete sich zwei Jahre, nachdem ihr Mann, der selbständige Steinmetzmeister Julius Simon, im KZ Buchenwald ums Leben gekommen war, in ihrer Wohnung Belforter Straße 2 in Berlin-Weißensee (heute Puccinistraße 29) mit dem Schlafmittel Veronal. |
|      | Alex Stenschewski                           | Falkenberger Straße 12                         | 52.554885 13.472641            | 27. Nov. 2018 | Alex Abraham Stenschewski (geb. 8. September 1894 in Rogasen) war ein Kaufmann aus einer jüdischen Familie. Seine Eltern waren Henriette Stenschewski und der Viehhändler und Fleischermeister Lippman Stenschewski (geb. 1850 in Rogasen; gest. 5. Mai 1925 in Rogasen), der in dritter Ehe mit Henriette Brie verheiratet war. Alex Abraham Stenschewski hatte eine Halbschwester aus der ersten Ehe seines Vaters: Jeanette Stenschewski (geb. 31. Oktober 1881) und fünf Brüder: Willy Stenschewski (1892–1937), Gustav Stenschewski (1893–1943), die Zwillinge Josef Stenschewski (1897–1943) und Aron Adolf Stenschewski sowie Benno Stenschewski (15. Mai 1900–1941). Alex Stenschewski heiratete Frieda Jablonski. Das Paar hatte drei Kinder: Egon Leonard Stenschewski (geb. 31. Juli 1924 in Lauenburg; gest. 23. November 2005 in Stockholm), Edith Stenschewski (geb. 1928) und Rudi Stenschewski (geb. 1937). Alex Stenschewski führte in Lauenburg in Pommern, in der Gerberstraße 4 ein gutgehendes Herrenbekleidungsgeschäft mit mehreren Angestellten. Ihm gehörten das zweistöckige Wohn- und Geschäftsgebäude, sowie das angrenzende Eckhaus Stolper Straße 12, in dem er mit seiner Familie und seiner Mutter Henriette Stenschewski wohnte. Ihre Wohnung war gut eingerichtet und verfügte über ein Telefon. Sein Geschäft wurde während der Novemberpogrome 1938 geplündert und die Familie enteignet. Bis 1939 wohnte die Familie in der Lauenburger Stockturmstraße 2. 1940 flüchtete Alex Stenschewski mit Frau, Kindern und Mutter nach Berlin zu seinem Bruder Aron Adolf Stenschewski. Dieser wohnte mit Frau und drei Kindern in einer Zwei-Zimmer-Wohnung in der Hohenschönhauser Straße 84 (heute zwischen Falkenberger Straße 12 und 15). So wohnten dort bis September 1941 zehn Menschen auf engstem Raum. Dann konnte Aron Adolf mit seiner Frau, den drei Kindern und Alex’ und seiner Mutter zwei Räume an seinem Arbeitsort im Verwaltungsgebäude des Friedhofs der Adass-Jisroel-Gemeinde in der Witticher Straße beziehen. Am 3. Dezember 1942 brachten Alex und Frieda ihren fünfjährigen Sohn Rudi ins Jüdische Krankenhaus. Am 4. März 1943 wurde Alex Stenschewski zusammen mit seiner Frau Frieda und ihrer 15-jährigen Tochter Edith in das KZ Auschwitz-Birkenau deportiert. Seine Frau und seine Tochter wurden am Ankunftstag getötet. Alex Stenschewski wurde dort am 11. August 1943 ermordet. |
|      | Aron Adolf Stenschewski                     | Falkenberger Straße 12                         | 52.554885 13.472641            | 27. Nov. 2018 | Aron Adolf Stenschewski (geb. 12. November 1897 in Sobiesiernie (Posen); gest. 17. Mai 1943 im KZ Auschwitz) war ein Kaufmann aus einer jüdischen Familie. Seine Eltern waren Henriette Stenschewski und der Viehhändler und Fleischermeister Lippman Stenschewski (geb. 1850 in Rogasen; gest. 5. Mai 1925 in Rogasen), der in dritter Ehe mit Henriette verheiratet war. Alex Abraham Stenschewski hatte eine Halbschwester aus der ersten Ehe seines Vaters: Jeanette Stenschewski (geb. 31. Oktober 1881) und fünf Brüder: Willy Stenschewski (1892–1937), Gustav Stenschewski (1893–1943), Alex Stenschewski, seinen Zwilling Josef Stenschewski (1897–1943) sowie Benno Stenschewski (15. Mai 1900–1941). Aron Adolf kämpfte im Ersten Weltkrieg als Infanterist und wurde am 29. Juli 1918 verwundet. Er heiratete am 7. Oktober 1927 in Berlin-Weißensee die Lageristin Resi Binasch. Das Paar hatte drei Kinder: Siegfried Stenschewski (geb. 22. Oktober 1928 in Alt Jugelow; gest. Mai 1943 in Auschwitz), Margot Stenschewski (1930–1943) und Jonathan Stenschewski (1940–1943). 1935 wohnte die Familie in der Berliner Buschallee 80, ab 1938 in der Hohenschönhauser Straße 84. (Dieses Haus wurde in den 1980er Jahren abgerissen. Die Hohenschönhauser Straße wurde der Falkenberger Straße zugeschlagen.) 1940 nahm Aron Adolfs Familie seine Mutter und seinen Bruder Alex Abraham Stenschewski mit dessen Frau und drei Kindern in ihrer Zwei-Zimmer-Wohnung auf. Seit 1939 hatten Aron Adolf Stenschewski und seine Frau Resi Stenschewski als Friedhofswarte der Adass-Jisroel-Gemeinde gearbeitet. Im September 1941 konnten sie mit ihren Kindern zwei Zimmer im Verwaltungsgebäude des Friedhofs beziehen. Am 1. Februar 1943 erhielt Aron Adolf Stenschewski den Bescheid, dass er ein „Reichsfeind“ und sein Vermögen einzuziehen sei. Am 17. Mai 1943 wurde die gesamte Familie nach Auschwitz deportiert und ermordet. |
|      | Edith Stenschewski                          | Falkenberger Straße 12                         | 52.554885 13.472641            | 27. Nov. 2018 | Edith Stenschewski (geb. 26. Mai 1928 in Lauenburg in Pommern) war eine deutsche Schülerin aus einer jüdischen Familie. Ihre Eltern waren Frieda Stenschewski und der Textilhändler Alex Stenschewski. Sie hatte zwei Geschwister: Egon Stenschewski (1924–2005) und Rudolf „Rudi“ Stenschewski (1937–1944). Die Familie wohnte in einem eigenen Mehrfamilienhaus in der Lauenburger Gerberstraße 4, in dessen Erdgeschoss die Eltern ein Herrenbekleidungsgeschäft betrieben. Während der Novemberpogrome 1938 wurde das Familiengeschäft geplündert und die Familie dann enteignet. Die Familie musste in die Lauenburger Stockturmstraße 2 umziehen. 1940 flohen Ediths Eltern mit ihr, ihrem Bruder Rudi und der Mutter ihres Vaters Henriette Stenschewski vor den Schikanen nach Berlin, wo sie in der Zwei-Zimmer-Wohnung der Familie des Bruders ihres Vaters in der Hohenschönhauser Straße 84 unterkamen. Sie wohnten dort bis September 1941 zu zehnt auf engstem Raum. Ihre Eltern brachten ihren kleinen Bruder Rudi am 3. Dezember 1942 im Jüdischen Krankenhaus in Berlin unter. Am 4. März 1943 wurde Edith mit ihren Eltern nach Auschwitz deportiert und ermordet. Sie war noch keine 15 Jahre alt. |
|      | Egon Stenschewski                           | Falkenberger Straße 12                         | 52.554885 13.472641            | 27. Nov. 2018 | Egon Leonard Stenschewski (geb. 31. Juli 1924 in Lauenburg; gest. 23. November 2005 in Stockholm, Schweden) war das älteste Kind von Frieda Stenschewski und des Textilhändlers Alex Stenschewski. Er hatte zwei Geschwister: Edith Stenschewski (1928–1943) und Rudolf „Rudi“ Stenschewski (1937–1944). Die Familie wohnte in einem eigenen Mehrfamilienhaus in der Lauenburger Gerberstraße 4, in dessen Erdgeschoss die Eltern ein gutgehendes Herrenbekleidungsgeschäft betrieben. Während der Novemberpogrome 1938 wurde das Familiengeschäft geplündert und die Familie dann enteignet. Die Familie musste in die Lauenburger Stockturmstraße 2 umziehen. Egon ging von Lauenburg in ein jüdisches Ausbildungslager für die Vorbereitung auf die Besiedlung Palästinas im Landwerk Neuendorf. Tatsächlich wurden die Jugendlichen in Neuendorf jedoch gegen kleines Taschengeld an Bauern vermittelt. Egon wurde für Wald- und Forstarbeiten eingesetzt. Er hatte gehofft, zum Autoschlosser ausgebildet zu werden. Im Sommer 1941 übernahm die Gestapo das Lager Neuendorf von der jüdischen Jugendorganisation. Die Jugendlichen wurden zu Arbeitseinsätzen eingeteilt, beispielsweise zum Schneeschaufeln auf Landstraßen. Im Juni 1942 wurde Egon im Lager Neumühle in Schönfelde (Brandenburg) als Zwangsarbeiter in der Forstwirtschaft interniert. Von dort wurde er am 19. April 1943 nach in das KZ Auschwitz deportiert. Die Häftlingsnummer 116 830 wurde in seinen linken Unterarm tätowiert. In Auschwitz leistete er Zwangsarbeit für die IG Farben. Anfang 1945 gelangte er über das KZ Dora im Harz in das KZ Bergen-Belsen. Dort erlebte er am 15. April 1945 die Befreiung durch die britische Armee. 1945 wurde er von Schweden aufgenommen. Dort heiratete er Halina Nabel. 1950 wurde ihr Sohn geboren. Egon gab dem Kind den Namen seines Vaters Alex. Egon Stenschewski nahm am 27. November 2018 als einziger Überlebender an der Verlegung der Stolpersteine für seine Familie teil. |
|      | Frieda Stenschewski                         | Falkenberger Straße 12                         | 52.554885 13.472641            | 27. Nov. 2018 | Frieda Stenschewski, geborene Jablonski (geb. 20. August 1896 in Lauenburg; gest. 4. März 1943 im KZ Auschwitz) war eine deutsche Hausfrau aus einer jüdischen Familie. Ihre Eltern waren Franziska Frommuth Jablonski, geborene Kraft (geb. 20. August 1867 in Lauenburg; gest. 1938) und Rudolph Jablonski (geb. 24. März 1862; gest. 22. Februar 1932 in Lauenburg). Sie hatte sechs Geschwister: Rosa Jablonski (1892–1945 im Ghetto Litzmannstadt), Helena Jablonski (geb. 1895), ihren Zwilling Johanna Hanna Jablonski (1896–1945 im Ghetto Litzmannstadt), Georg Michel Jablonski (1899–1978 in Kfar Shmarjahu, Israel), Elsbeth (Else) Cohn (1901–1941 im Ghetto Minsk) und Paula Paulette Jablonski (1906–1999 in Paris, Frankreich). Frieda heiratete den Kaufmann Alex Stenschewski. Das Paar hatte drei Kinder: Egon Stenschewski (1924–2005), Edith Stenschewski (1928–1943) und Rudi Stenschewski (1937–1944). Alex Stenschewski war Kaufmann und führte in Lauenburg in Pommern, Gerberstraße 4 ein gutgehendes Herrenbekleidungsgeschäft mit mehreren Angestellten. Dem Paar gehörte das zweistöckige Wohn- und Geschäftsgebäude und das angrenzende Haus Stolper Straße 12, in dem die Familie zusammen mit Alex’ Mutter Henriette Stenschewski wohnte. Ihre Wohnung war gut eingerichtet und verfügte über ein Telefon. Das Geschäft wurde während der Novemberpogrome 1938 geplündert und die Familie enteignet. Die Familie musste in die Lauenburger Stockturmstraße 2 umziehen. Im Frühjahr 1940 flüchtete die Familie mit den Kindern Edith und Rudi und Alex’ Mutter vor den zunehmenden Schikanen nach Berlin. Sohn Egon ging von Lauenburg in ein jüdisches Ausbildungslager bei Berlin. Die Familie kam bei Alex’ Bruder Aron Adolf Stenschewski unter. Dieser wohnte mit Frau und drei Kindern in einer Zwei-Zimmer-Wohnung in der Hohenschönhauser Straße 84 (heute zwischen Falkenberger Straße 12 und 15). So wohnten dort bis September 1941 zehn Menschen auf engstem Raum. Dann konnte Aron Adolf mit Familie und Alex’ und seiner Mutter zwei Räume an seinem Arbeitsort im Verwaltungsgebäude des Friedhofs der Adass-Jisroel-Gemeinde in der Witticher Straße beziehen. Am 3. Dezember 1942 konnten Frieda und Alex ihren fünfjährigen Sohn Rudi im Jüdischen Krankenhaus unterbringen. Am 4. März 1943 wurde Friede Stenschewski zusammen mit ihrem Mann Alex und ihrer Tochter Edith in das KZ Auschwitz-Birkenau deportiert. Dort wurde Frieda Stenschewski am 5. März 1943 im Alter von 46 Jahren zusammen mit ihrer 15-jährigen Tochter ermordet. |
|      | Henriette Stenschewski                      | Falkenberger Straße 12                         | 52.554885 13.472641            | 27. Nov. 2018 | Henriette Stenschewski, geborene Brie, genannt Jettel (geb. 28. April 1862 in Rogasen; gest. 8. November 1944 im Ghetto Theresienstadt) war eine deutsche Hausfrau aus einer jüdischen Familie. Sie heiratete den Viehhändler und Fleischermeister Lippman Stenschewski (1850–1925). Dieser war bis zu deren Tod 1882 mit Henriettes Schwester verheiratet gewesen. Das Paar hatte sechs Kinder: Willy Stenschewski (1892–1937), Gustav Stenschewski (1893–1943), Alex Stenschewski (1894–1943), die Zwillinge Josef Stenschewski (1897–1943) und Aron Adolf Stenschewski (1897–1943) sowie Benno Stenschewski (15. Mai 1900–1941). Henriette Stenschewski wohnte als Witwe bei der Familie ihres Sohnes Alex Stenschewski, dessen Frau Frieda Stenschewski und deren drei Kindern in der Lauenburger Stolper Straße 12. Bei den Novemberpogromen 1938 wurde das Geschäft ihres Sohnes Alex geplündert und die Familie enteignet. Sie mussten in der Lauenburger Stockturmstraße 2 umziehen. Im Frühjahr 1940 flüchtete sie zusammen mit ihrem Sohn, dessen Frau und zwei derer drei Kinder vor den zunehmenden Schikanen von Lauenburg nach Berlin. Dort kamen sie bei der Familie ihres Sohnes Aron Adolf Stenschewski unter. Dieser wohnte mit Frau und drei Kindern in einer Zwei-Zimmer-Wohnung in der Hohenschönhauser Straße 84 (heute zwischen Falkenberger Straße 12 und 15). Bis Aron Adolf und seine Familie im September 1941 eine andere Unterkunft fanden, wohnten dort also zehn Menschen auf engstem Raum. Am 1. September 1942 verfügte die Gestapo Berlin die Einziehung des Vermögens der „Reichsfeindin Henriette Sara Stenschewski, geborene Brie“. Am 27. September 1942 musste die 80-Jährige eine 13-seitige Vermögenserklärung ausfüllen. Dies war das klare Signal, dass ihre Deportation aus Deutschland unmittelbar bevorstand. Henriette musste sich in das Sammellager in der Berliner Gerlachstraße 19–22 begeben. Am 30. September 1942 wurde Henriette Stenschewski dort die Zustellungsurkunde für die Deportation „persönlich“ übergeben. Am 3. Oktober 1942 wurde sie mit dem „3. Großen Alterstransport“ in das Ghetto Theresienstadt deportiert. Der Zug fuhr von Berlin-Moabit (Putlitzstraße) ab und kam einen Tag später in Theresienstadt an. Dort starb sie am 8. November 1944. |
|      | Jonathan Stenschewski                       | Falkenberger Straße 12                         | 52.554885 13.472641            | 27. Nov. 2018 | Jonathan Stenschewski (geb. 10. März 1940 in Berlin-Weißensee; gest. 17. Mai 1943 im KZ Auschwitz) war ein deutsches Kleinkind aus einer jüdischen Familie. Seine Eltern waren Resi Stenschewski (1906–1943) und der Kaufmann Aron Adolf Stenschewski (1897–1943). Jonathan hatte zwei Geschwister: Siegfried Stenschewski (geb. 22. Oktober 1928 in Alt Jugelow; gest. Mai 1943 im KZ Auschwitz) und Margot Stenschewski (1930–1943). Die Familie wohnte in einer Zwei-Zimmer-Wohnung in der Hohenschönhauser Str. 84. Im Frühjahr 1940 hatten seine Eltern die Familie des Bruders seines Vaters und dessen Mutter aufgenommen. Jonathans Onkel Alex Abraham, seine Tante Frieda, seine elfjährige Base Edith und sein zweijähriger Vetter Rudi sowie seine Großmutter Henriette waren vor den zunehmenden Schikanen von Lauenburg nach Berlin geflohen. Als Jonathan geboren wurde, wohnten in der Zwei-Zimmer-Wohnung seiner Eltern zehn Personen. Jonathans Eltern waren bei der Reichsvereinigung der Juden angestellt und arbeiteten als Friedhofswarte bei der Adass-Jisroel-Gemeinde in der Wittlicher Straße. Auch die älteren Geschwister Siegfried und Margot und sogar der kleine Jonathan waren dort als „Helfer“ in der Abteilung Bestattungswesen offiziell beschäftigt. Im September 1941 konnte die Familie in zwei Räume des Verwaltungsgebäudes des Friedhofs umziehen. Am 14. Mai 1943, mussten Jonathans Eltern eine Vermögenserklärung ausfüllen – sogar für jedes Kind, auch für Jonathan musste eine solche Erklärung abgegeben werden. Damit wusste die Familie, dass ihre Deportation aus Deutschland unmittelbar bevorstand. Am 17. Mai 1943 wurde die gesamte Familie nach Auschwitz deportiert und ermordet: Jonathan war gerade drei Jahre alt. |
|      | Margot Stenschewski                         | Falkenberger Straße 12                         | 52.554885 13.472641            | 27. Nov. 2018 | Margot Stenschewski (geb. 12. Juli 1930 in Berlin-Weißensee; gest. Mai 1943 im KZ Auschwitz) war eine deutsche Schülerin aus einer jüdischen Familie. Ihre Eltern waren Resi Stenschewski (1906–1943) und der Kaufmann Aron Adolf Stenschewski (1897–1943). Margot hatte zwei Geschwister: Siegfried Stenschewski (1928–1943) und Jonathan Stenschewski (1940–1943). Die Familie wohnte bei Margots Geburt in der Berliner Buschallee 80, ab 1937/1938 wohnten sie in einer Zwei-Zimmer-Wohnung in der Hohenschönhauser Straße 84. Im Frühjahr 1940 hatten seine Eltern die Familie des Bruders seines Vaters und dessen Mutter aufgenommen. Margots Onkel Alex Abraham, ihre Tante Frieda, ihre elfjährige Base Edith und ihr zweijähriger Vetter Rudi sowie ihre Großmutter Henriette waren vor den zunehmenden Schikanen von Lauenburg nach Berlin geflohen. Als am 10. März 1940 ihr Brüderchen Jonathan geboren wurde, wohnten in der Zwei-Zimmer-Wohnung ihrer Eltern zehn Personen. Margots Eltern waren bei der Reichsvereinigung der Juden angestellt und arbeiteten als Friedhofswarte bei der Adass-Jisroel-Gemeinde in der Wittlicher Straße. Auch Margot und ihre Geschwister waren dort als „Helfer“ in der Abteilung Bestattungswesen offiziell beschäftigt. Im September 1941 konnte die Familie in zwei Räume des Verwaltungsgebäudes des Friedhofs umziehen. Am 14. Mai 1943, mussten Margots Eltern eine Vermögenserklärung ausfüllen – sogar für jedes Kind, auch für Margot musste eine solche Erklärung abgegeben werden. Damit wusste die Familie, dass ihre Deportation aus Deutschland unmittelbar bevorstand. Am 17. Mai 1943 wurde die gesamte Familie nach Auschwitz deportiert und ermordet: Margot war gerade zwölf Jahre alt. |
|      | Resi Stenschewski                           | Falkenberger Straße 12                         | 52.554885 13.472641            | 27. Nov. 2018 | Resi Stenschewski, geborene Binasch (geb. 29. Dezember 1906 in Berlin-Weißensee; gest. Mai 1943 im KZ Auschwitz) war eine deutsche Lageristin und Hausfrau aus einer jüdischen Familie. |
|      | Rudi Stenschewski                           | Falkenberger Straße 12                         | 52.554885 13.472641            | 27. Nov. 2018 | Rudolf Stenschewski, genannt Rudi (geb. 17. Dezember 1937 in Lauenburg; gest. Oktober 1944 im KZ Auschwitz) war ein deutsches Kleinkind aus einer jüdischen Familie. Seine Eltern waren Frieda Stenschewski und der Kaufmann Alex Stenschewski. |
|      | Siegfried Stenschewski                      | Falkenberger Straße 12                         | 52.554885 13.472641            | 27. Nov. 2018 | Siegfried Stenschewski (geb. 22. Oktober 1928 in Alt Jugelow; gest. Mai 1943 im KZ Auschwitz) war ein deutscher Schüler aus einer jüdischen Familie. |